# Lépanges-sur-Vologne
Pour les articles homonymes, voir Vologne (homonymie).
Lépanges-sur-Vologne est une commune française située dans le département des Vosges, en région Grand Est.
Ses habitants sont appelés les Lépangeois.

## Géographie

### Localisation

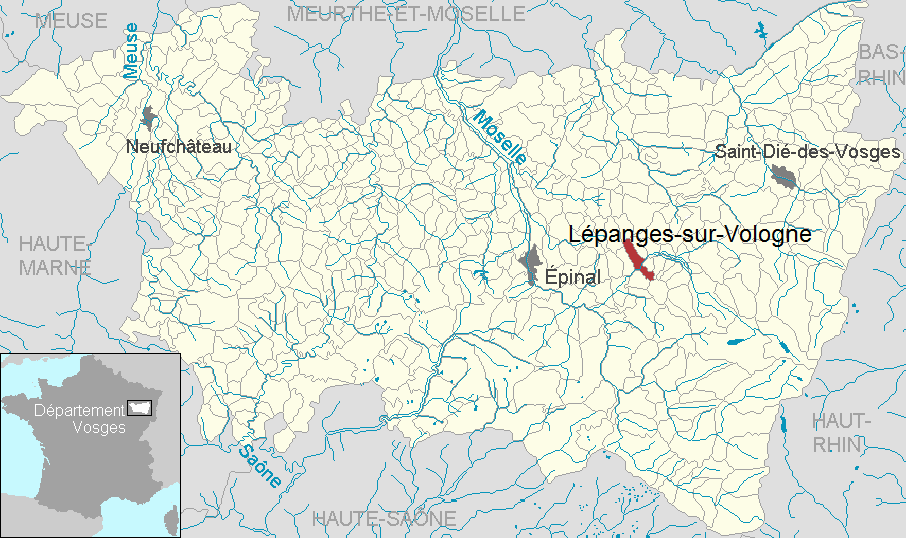
Localisation dans le département.

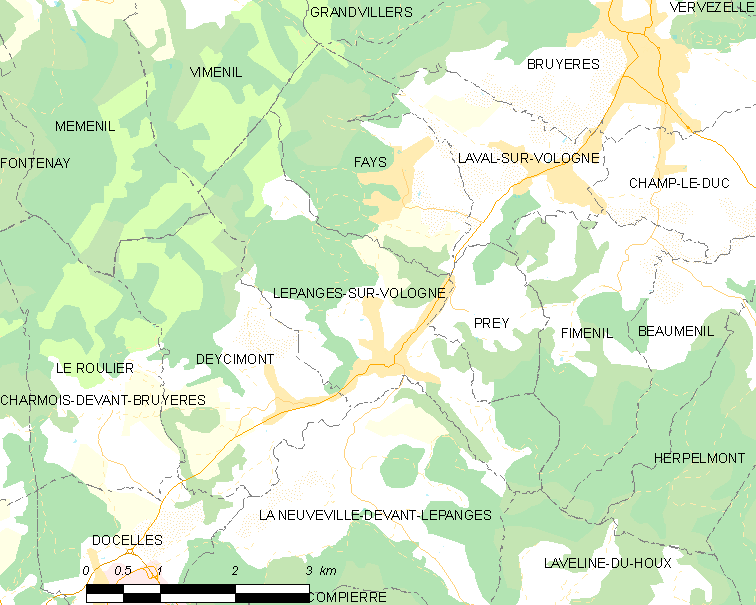
Situation géographique de Lépanges-sur-Vologne.

Petit village vosgien du nord-est de la France, au cœur du Piémont et de la vallée de la Vologne, Lépanges-sur-Vologne rayonne sur un ensemble de petits villages environnants. Situé à l'est d'Épinal, au nord de Remiremont et au sud-ouest de Saint-Dié-des-Vosges, le village profite d'une situation avantageuse au carrefour entre ces différents axes et reste un passage vers les crêtes vosgiennes situées à l'est.

### Géologie et relief
La commune se compose de 68,07 hectares de territoires artificialisés (8,86 %), 271,56 hectares de territoires agricoles (35,36 %) et 428,36 hectares de forêts et milieux semi-naturels (55,78 %).
Espaces naturels :
- Un espace protégé Natura 2000 :

Massif vosgien.
- Trois zones naturelles d'intérêt écologique, faunistique et floristique (Znieff) :

Massif vosgien,
Faing Vairel à Décymont,
Forêts d’Épinal et de Tannières.
Lépanges s'est développé sur trois faciès distincts : le premier correspond à la vallée de la Vologne, où affleurent des alluvions sablo-graveleuses, le granit d'Épinal constituant le socle ; le second correspond à l'adret avec la Beure et le dernier est l'ubac avec Palhieu, où affleurent le grès vosgien et le conglomérat principal, couches du Secondaire, plus spécifiquement du Trias.
Malgré sa présence sur le Piémont vosgien, Lépanges profite déjà de l'originalité des paysages vosgiens, résultant des orogenèses hercynienne (dès le Dévonien inférieur au Permien) et alpine (du Trias, ère secondaire, à nos jours), ainsi que des glaciations quaternaires. Cependant, les glaciers ne recouvriront jamais le village mais l'influence périglaciaire a laissé de nombreux dépôts sur les plateaux, les versants et les fonds de vallée.
La vallée s'est développée autour de l'activité textile, des services dont dispose le village (médecin, poste, bureau de tabac…), des axes de communication (voie ferrée, RD 44, canal…).
Les versants, quant à eux, diffèrent par leur exposition : l'adret profite du développement d'un habitat grandissant du fait de l'attrait qu'il exerce sur les citadins de Bruyères et d'Épinal, tandis que l'ubac est plutôt agricole.

### Hydrographie et les eaux souterraines
Hydrogéologie et climatologie : Système d’information pour la gestion des eaux souterraines du bassin Rhin-Meuse :
Territoire communal : Occupation du sol (Corinne Land Cover); Cours d'eau (BD Carthage),
Géologie : Carte géologique; Coupes géologiques et techniques,
 Hydrogéologie : Masses d'eau souterraine; BD Lisa; Cartes piézométriques.
La commune est située dans le bassin versant du Rhin au sein du bassin Rhin-Meuse. Elle est drainée par la Vologne, le ruisseau de Malenru et le ruisseau de Prey,.
La Vologne prend sa source à plus de 1 240 mètres d'altitude, sur le domaine du jardin d'altitude du Haut-Chitelet, entre le Hohneck et le col de la Schlucht, et se jette dans la Moselle à Jarménil, à 358 m d'altitude.

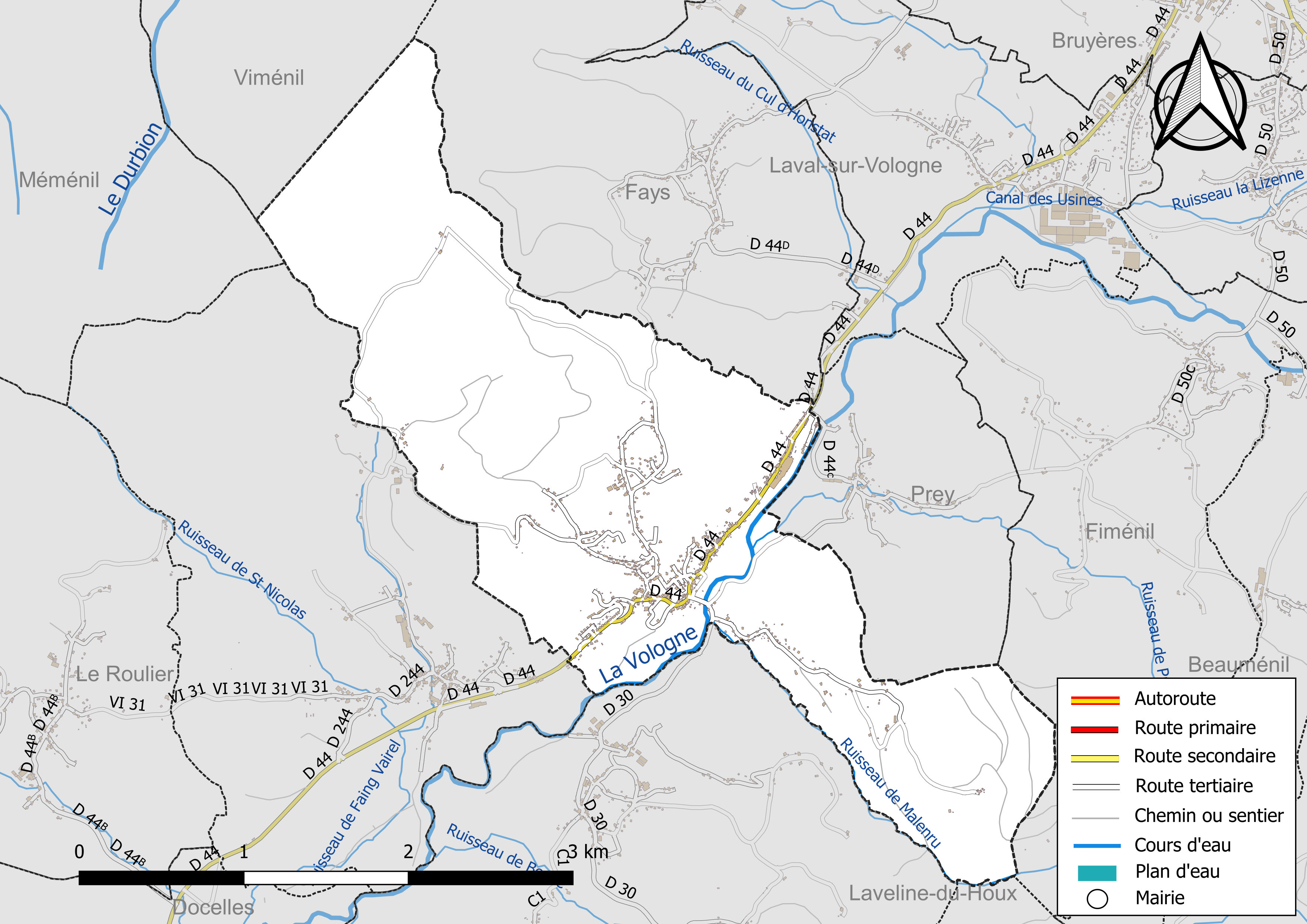
Réseaux hydrographique et routier de Lépanges-sur-Vologne.

La qualité des eaux de baignade et des cours d’eau peut être consultée sur un site dédié géré par les agences de l’eau et l’Agence française pour la biodiversité.

### Climat
Pour des articles plus généraux, voir Climat du Grand Est et Climat des Vosges.
En 2010, le climat de la commune est de type climat de montagne, selon une étude du Centre national de la recherche scientifique s'appuyant sur une série de données couvrant la période 1971-2000. En 2020, Météo-France publie une typologie des climats de la France métropolitaine dans laquelle la commune est exposée à un climat semi-continental et est dans la région climatique  Vosges, caractérisée par une pluviométrie très élevée (1 500 à 2 000 mm/an) en toutes saisons et un hiver rude (moins de 1 °C). 
Pour la période 1971-2000, la température annuelle moyenne est de 9,4 °C, avec une amplitude thermique annuelle de 17 °C. Le cumul annuel moyen de précipitations est de 1 370 mm, avec 13,6 jours de précipitations en janvier et 10,8 jours en juillet. Pour la période 1991-2020, la température moyenne annuelle observée sur la station météorologique de Météo-France la plus proche, « Le Roulier_sapc », sur la commune du Roulier à 4 km à vol d'oiseau, est de 10,2 °C et le cumul annuel moyen de précipitations est de 1 000,2 mm. 
La température maximale relevée sur cette station est de 38,1 °C, atteinte le 25 juillet 2019 ; la température minimale est de −18,3 °C, atteinte le 20 décembre 2009,,. 
Les paramètres climatiques de la commune ont été estimés pour le milieu du siècle (2041-2070) selon différents scénarios d'émission de gaz à effet de serre à partir des nouvelles projections climatiques de référence DRIAS-2020. Ils sont consultables sur un site dédié publié par Météo-France en novembre 2022.

## Urbanisme

### Typologie
Au 1er janvier 2024, Lépanges-sur-Vologne est catégorisée commune rurale à habitat dispersé, selon la nouvelle grille communale de densité à sept niveaux définie par l'Insee en 2022.
Elle est située hors unité urbaine. Par ailleurs la commune fait partie de l'aire d'attraction d'Épinal, dont elle est une commune de la couronne,. Cette aire, qui regroupe 118 communes, est catégorisée dans les aires de 50 000 à moins de 200 000 habitants,.

### Occupation des sols
L'occupation des sols de la commune, telle qu'elle ressort de la base de données européenne d’occupation biophysique des sols Corine Land Cover (CLC), est marquée par l'importance des forêts et milieux semi-naturels (55,6 % en 2018), une proportion identique à celle de 1990 (55,6 %). La répartition détaillée en 2018 est la suivante : 
forêts (55,6 %), prairies (23,2 %), zones urbanisées (8,9 %), zones agricoles hétérogènes (8,7 %), terres arables (3,6 %). L'évolution de l’occupation des sols de la commune et de ses infrastructures peut être observée sur les différentes représentations cartographiques du territoire : la carte de Cassini (XVIIIe siècle), la carte d'état-major (1820-1866) et les cartes ou photos aériennes de l'IGN pour la période actuelle (1950 à aujourd'hui).

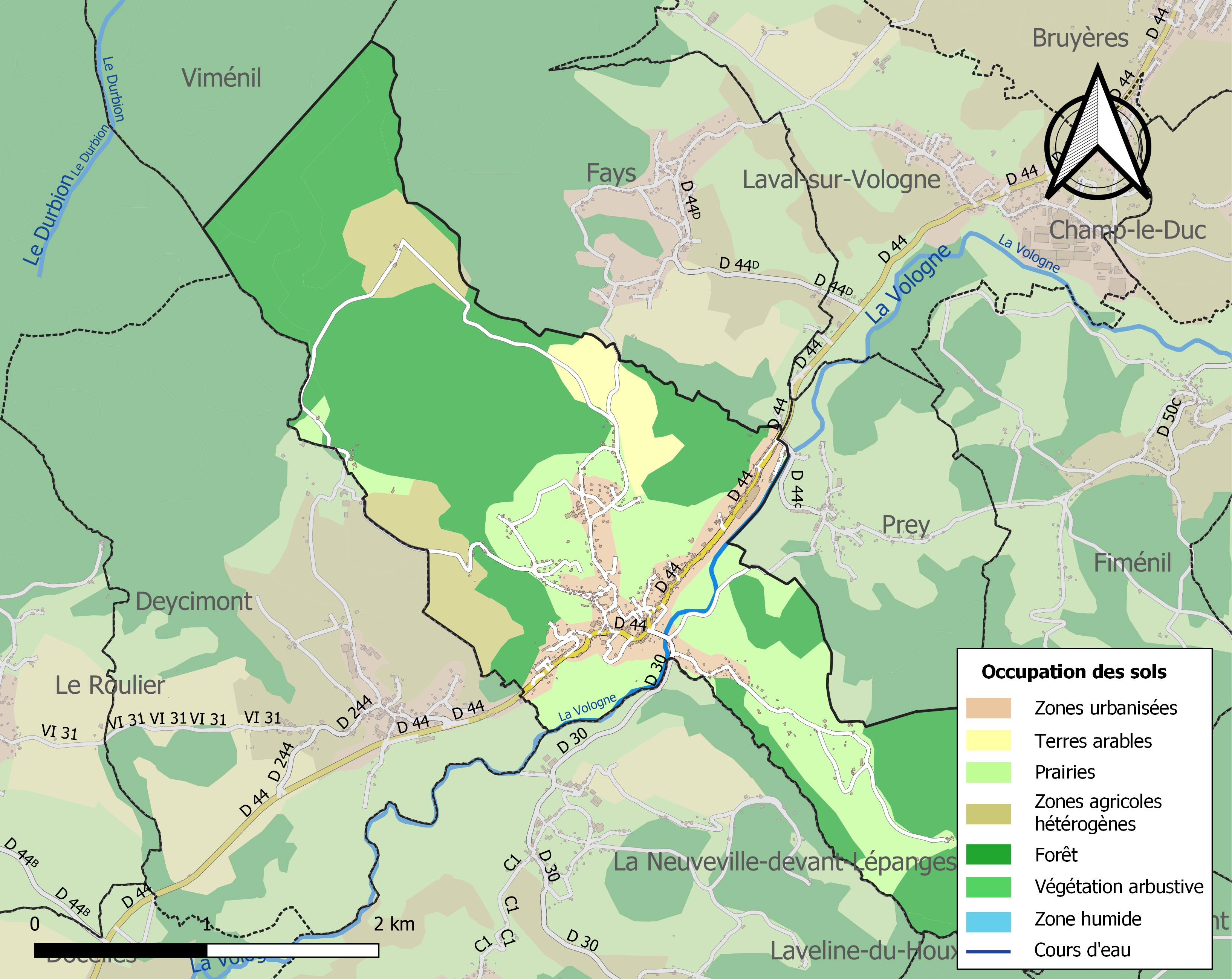
Carte des infrastructures et de l'occupation des sols de la commune en 2018 (CLC).

### Voies de communications et transports

#### Voies routières
La commune est à 2,3 km de La Neuveville-devant-Vologne, 3,5 de Laval-sur-Vologne, 5,6 de Docelles, 5,7 de Beauménil et 6,1 de Bruyères.
- A31 (aussi appelée autoroute de Lorraine-Bourgogne). Échangeur Bulgnéville.
- A35 (aussi appelée autoroute des cigognes ou l'Alsacienne). Échangeur Colmar.

#### Transports en commun

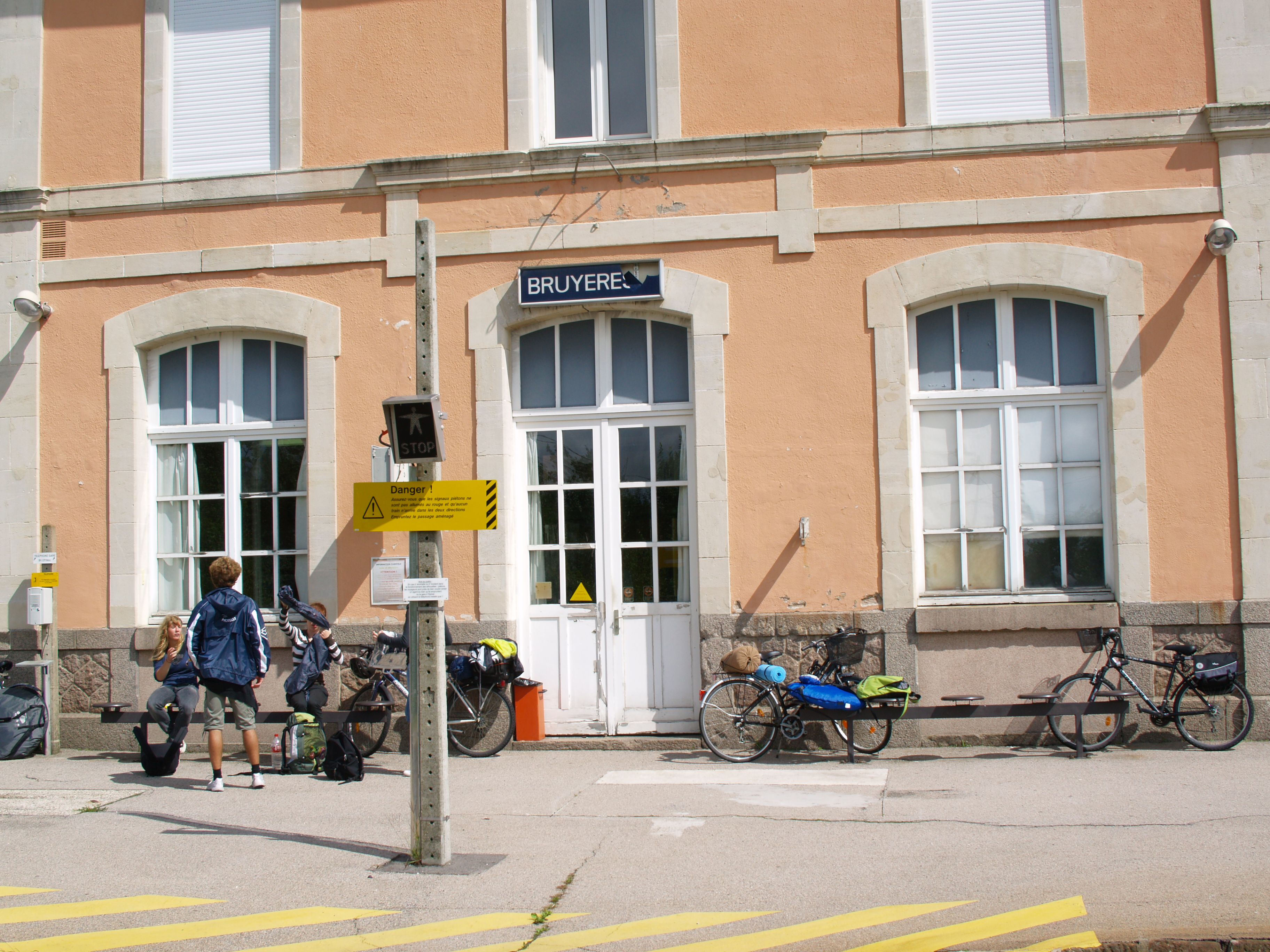
Gare de Bruyères.

- Fluo Grand Est.

#### Lignes SNCF
- Gare de Bruyères

#### Transports aériens
- L'Aéroport d'Épinal-Mirecourt « Vosges Aéroport ».

À partir de l'été 2021, l’aéroport d’Épinal-Mirecourt est devenu le "pélicandrome" de la Zone Est et servira ainsi de base de ravitaillement et d’intervention pour les avions bombardiers d’eau connus sous le nom de Dash 8.
- Aéroport de Colmar - Houssen.

## Toponymie
Le nom de la localité est attesté sous les formes T. de Lasperange (XIe ou XIIe siècle) ; Lespainge (1283) ; Lespange (1284) ; « La Painge prez de Bruiere… ladite Painge » (1457) ; Lespanges (1457) ; « La Painche, prévosté de Bruieres » (1504) ; Lespainges (1604) ; L’Espange (1631) ; La Pange (1656) ; L’Épange (1751) ; Lépanges (1753) ; Les Panges (1768) ; Lépanges-sur-Vologne… on écrivait autrefois les Panges (1779).

La terminaison en -anges est caractéristique des peuplements germaniques assimilés à l'époque gallo-romaine.
La Vologne est une rivière du Grand Est, dans le département des Vosges.

## Histoire
Lépanges appartenait au bailliage de Bruyères. Au spirituel, le village était partagé entre les paroisses de Champ-le-Duc et de Charmois-devant-Bruyères, à une autre époque il constituait une dépendance de la paroisse de Deycimont.
Avant le 19 vendémiaire an X (11 octobre 1801), Lépanges faisait partie du canton de Docelles.
De 1803 à 1817, les archives nous renseignent de la misère de l'époque, ponctuée de conscriptions et des réquisitions pour l'armée française dans un premier temps, puis pour les armées alliées.
Au début du XIXe siècle, la population était bien maigre, avec quelque 377 habitants (en 1803) regroupés au sein de 72 familles implantées dans des lieux-dits comme Palhieu sur l'ubac, la Bure, les Baraques, actuelle rue de l'Église (construite en 1863), situés sur l'adret. Seuls quelques attelages de bœufs et de chevaux empruntaient ce chemin pour rejoindre les quelques fermes environnantes.
L'église paroissiale actuelle – dédiée à sainte Libaire – a été construite en 1866. La mairie et l'école de garçons l'ont été en 1877. L'école de filles fut bâtie en 1860.
Le moulin du comte de Bourcier de Girecourt, ainsi qu'un moulin annexe, restaient les seules activités du village. Lépanges se trouvait sur le chemin du comte de Bourcier lorsqu’il se rendait de Girecourt au château de Saint-Jean-du-Marché. Ainsi, on aurait placé des planches pour faciliter le passage, d'où L’Espange puis L’Épange, Les Panges, Lépanges, pour devenir Lépanges-sur-Vologne en 1965. Cette étymologie est cependant discutée.
Le premier pont était constitué de planches et de poutres. Son entretien engendra des dépenses très importantes, mettant les forêts à dure épreuve…
Au cours de la Seconde Guerre mondiale, le 21 ou 22 juin 1940, à 10 heures du matin, le 23e bataillon de chasseurs alpins est encerclé et capturé par les Allemands, aux alentours de Lépanges et Deycimont.
La principale activité économique du village était l'entreprise Decouvelaere. Créée à Tourcoing en 1946 et implantée à Lépanges-sur-Vologne depuis 1964, la société évoluait dans trois métiers : tissage, teinturerie et transformation de tissus. Le tissage Decouvelaere a fermé ses portes à l'automne 2008.
Le 16 octobre 1984, Grégory Villemin (né le 24 août 1980 à Saint-Dié-des-Vosges), jeune habitant de Lépanges-sur-Vologne, disparaît vers 17 h alors qu'il joue devant la maison de ses parents. Son corps est retrouvé ligoté et ensaché quelques heures plus tard (vers 21 h 15) contre un barrage dans la Vologne dans la commune de Docelles, sept kilomètres plus loin. Le 20 octobre, l'enfant est inhumé dans le cimetière communal après une cérémonie mouvementée, notamment en raison de la présence intrusive de journalistes. En 2004, la dépouille est exhumée et crématisée à Épinal sur demande de Jean-Marie et Christine Villemin, les parents du petit. Plus de trente ans après les faits, Lépanges-sur-Vologne souffre toujours de l'affaire Grégory qui lui confère une morbide réputation. L'impact médiatique, très puissant, a affecté les Lépangeois qui se tiennent en retrait face aux événements concernant l'assassinat de l'enfant.

## Politique et administration

### Découpage territorial
Par arrêté préfectoral du 15 septembre 2023, la commune est retirée le 1er janvier 2024 de l'arrondissement d'Épinal et rattachée à l'arrondissement de Saint-Dié-des-Vosges.

### Liste des maires
| Période                                  | Période      | Identité                 | Étiquette | Qualité                                                                      |
| ---------------------------------------- | ------------ | ------------------------ | --------- | ---------------------------------------------------------------------------- |
| Les données manquantes sont à compléter. |              |                          |           |                                                                              |
|                                          |              | Jules Catel (1881-1952)  |           | Industriel                                                                   |
|                                          |              | André Duval              |           |                                                                              |
| 1964                                     | octobre 1981 | René Balland (1924-2016) | UDR       | Suppléant du député Marcel Hoffer                                            |
| novembre 1981                            | avril 2014   | André Claudel            |           |                                                                              |
| avril 2014                               | En cours     | Virginie Grémillet       |           | Chargée de logement social à la DDT, Présidente de la Communauté de communes |

### Budget et fiscalité 2023

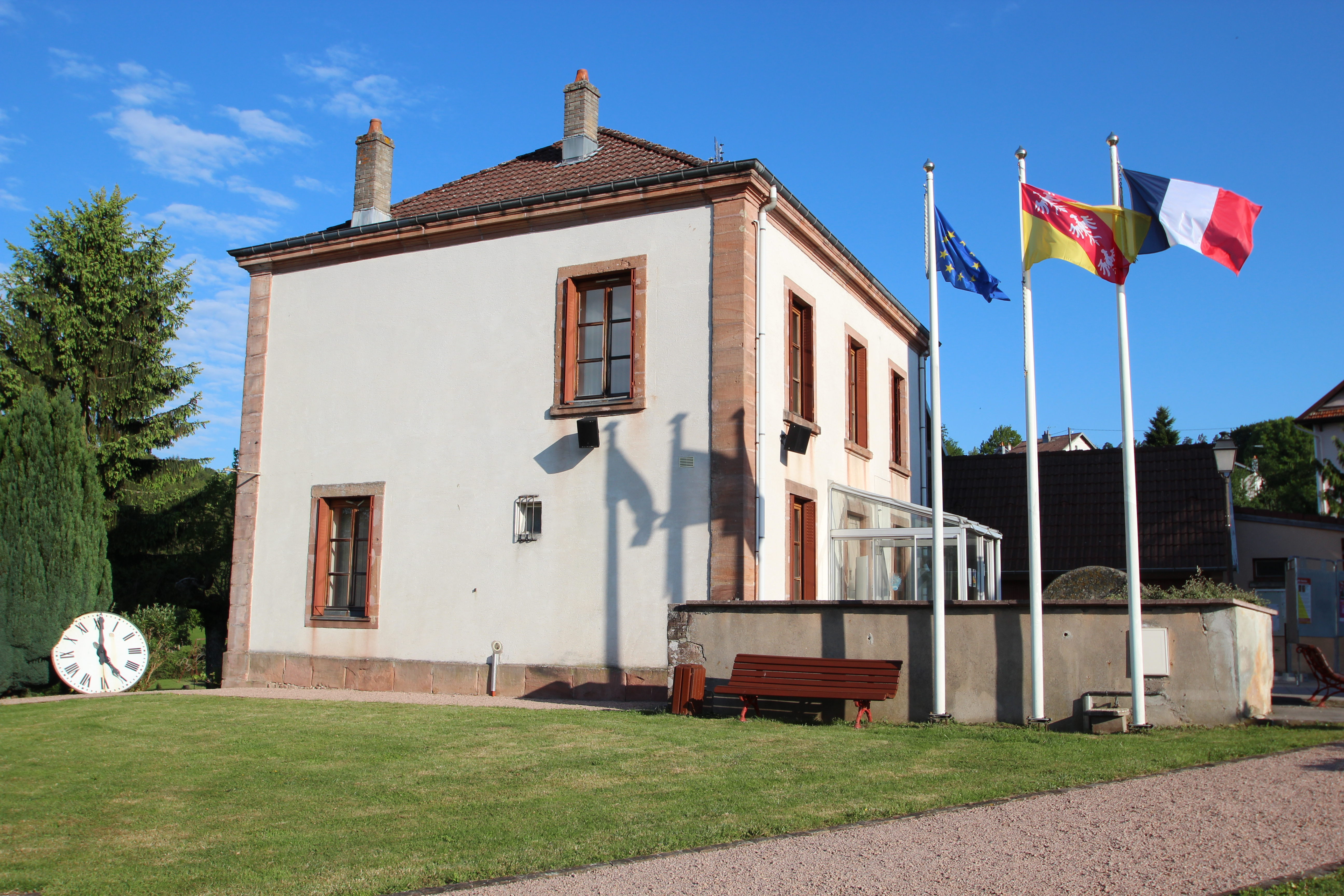
La mairie-école.

En 2023, le budget de la commune était constitué ainsi :
- total des produits de fonctionnement : 675 000 €, soit 800 € par habitant ;
- total des charges de fonctionnement : 561 000 €, soit 666 € par habitant ;
- total des ressources d'investissement : 323 000 €, soit 383 € par habitant ;
- total des emplois d'investissement : 89 000 €, soit 106 € par habitant ;
- endettement : 475 000 €, soit 563 € par habitant.

Avec les taux de fiscalité suivants :
- taxe d'habitation : 19,83 % ;
- taxe foncière sur les propriétés bâties : 38,65 % ;
- taxe foncière sur les propriétés non bâties : 30,06 % ;
- taxe additionnelle à la taxe foncière sur les propriétés non bâties : 0,00 % ;
- cotisation foncière des entreprises : 0,00 %.

Chiffres clés Revenus et pauvreté des ménages en 2021 : médiane en 2021 du revenu disponible, par unité de consommation : 20 130 €.

## Économie

### Entreprises et commerces

#### Agriculture
- Culture et élevage associés.
- Élevage d'autres bovins et de buffles.
- Sylviculture et autres activités forestières.
- Élevage de vaches laitières.
- Culture de plantes à boissons.
- Exploitation forestière.

#### Tourisme
- Hébergements et restauration à Tendon, Champ-le-Duc, Docelles, Laqveline-du-Houx, Bruyères.

#### Commerces
- Commerces et services de proximité[29].

## Population et société

### Démographie

#### Évolution démographique
L'évolution du nombre d'habitants est connue à travers les recensements de la population effectués dans la commune depuis 1793. Pour les communes de moins de 10 000 habitants, une enquête de recensement portant sur toute la population est réalisée tous les cinq ans, les populations de référence des années intermédiaires étant quant à elles estimées par interpolation ou extrapolation. Pour la commune, le premier recensement exhaustif entrant dans le cadre du nouveau dispositif a été réalisé en 2007.

En 2022, la commune comptait 838 habitants, en évolution de −4,23 % par rapport à 2016 (Vosges : −2,96 %, France hors Mayotte : +2,11 %).
| 1793 | 1800 | 1806 | 1821 | 1831 | 1836 | 1841 | 1846 | 1856 |
| ---- | ---- | ---- | ---- | ---- | ---- | ---- | ---- | ---- |
| 400  | 503  | 587  | 600  | 718  | 812  | 807  | 821  | 743  |

| 1861 | 1866 | 1876 | 1881 | 1886 | 1891 | 1896  | 1901  | 1906  |
| ---- | ---- | ---- | ---- | ---- | ---- | ----- | ----- | ----- |
| 721  | 755  | 802  | 803  | 823  | 968  | 1 309 | 1 630 | 1 655 |

| 1911  | 1921  | 1926  | 1931  | 1936  | 1946  | 1954  | 1962  | 1968  |
| ----- | ----- | ----- | ----- | ----- | ----- | ----- | ----- | ----- |
| 1 620 | 1 483 | 1 333 | 1 305 | 1 313 | 1 307 | 1 279 | 1 209 | 1 059 |

| 1975  | 1982  | 1990  | 1999 | 2006 | 2007 | 2012 | 2017 | 2022 |
| ----- | ----- | ----- | ---- | ---- | ---- | ---- | ---- | ---- |
| 1 090 | 1 035 | 1 006 | 950  | 926  | 922  | 915  | 850  | 838  |

### Enseignement
Établissements d'enseignements :
- Écoles maternelles et primaires à Lépanges-sur-Vologne, La Neuveville-devant-Lépanges, Laval-sur-Vologne, Le Roulier, Champ-le-Duc.
- Collèges à Bruyères, Éloyes, Le Tholy, Épinal.
- Lycées à Bruyères, La Baffe, Épinal.

### Santé
Professionnels et établissements de santé :
- Médecins à Bruyères, Docelles, Laveline-devant-Bruyères, Grandvillers, Brouvelieures, Granges-sur-Vologne, Éloyes.
- Pharmacies à Bruyères, Docelles, Granges-sur-Vologne, Éloyes, Pouxeux, Le Tholy, Deyvillers.
- Hôpitaux à Bruyères, Épinal, Golbey, Gerbépal.
- Centre hospitalier Beatrix de Lorraine à Remiremont.

### Cultes
- Culte catholique, Paroisse Saint-Antoine-en-Vologne[36], Diocèse de Saint-Dié.

## Culture locale et patrimoine

### Lieux et monuments

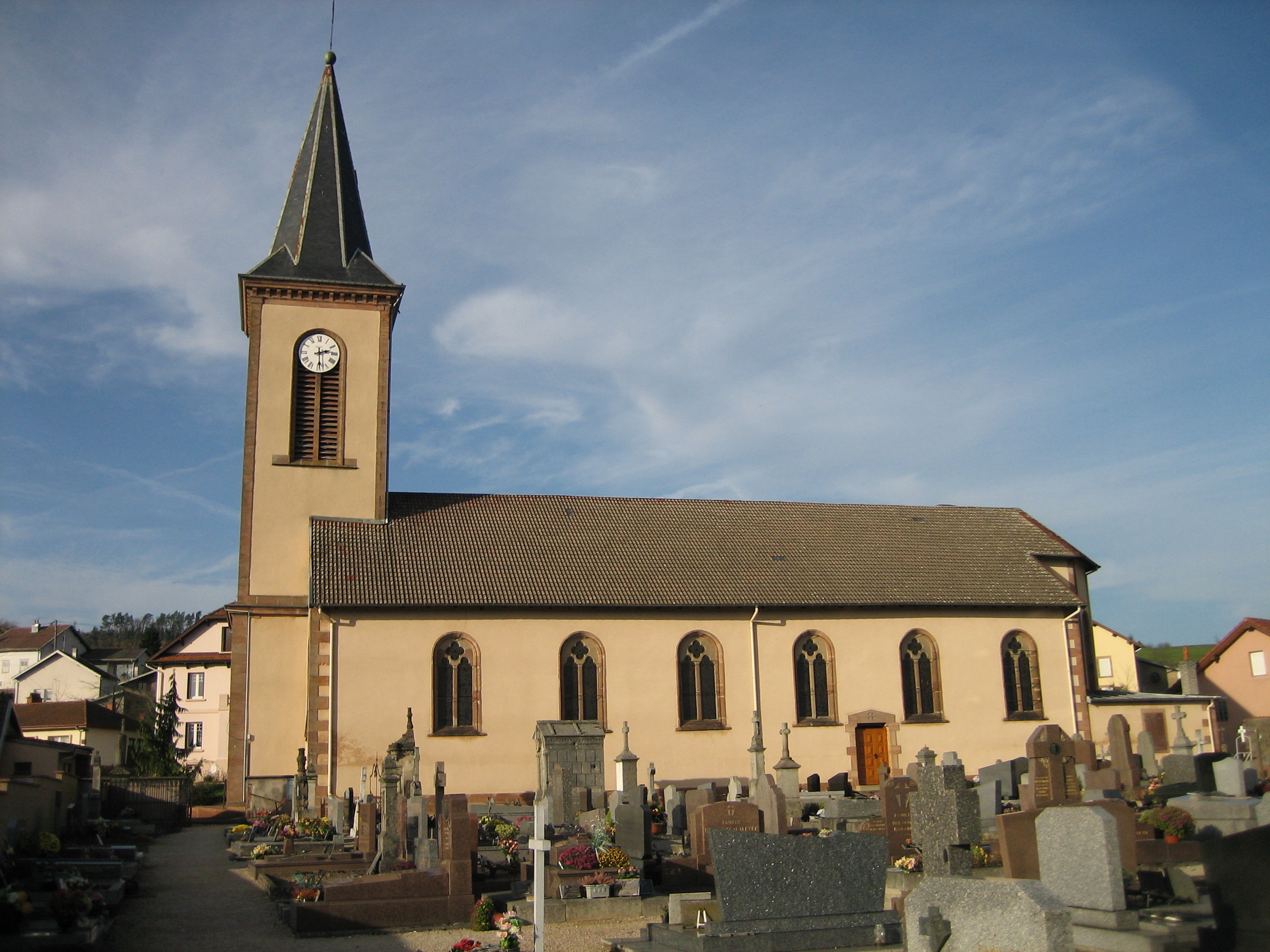
L'église sainte-Libaire avec le cimetière.
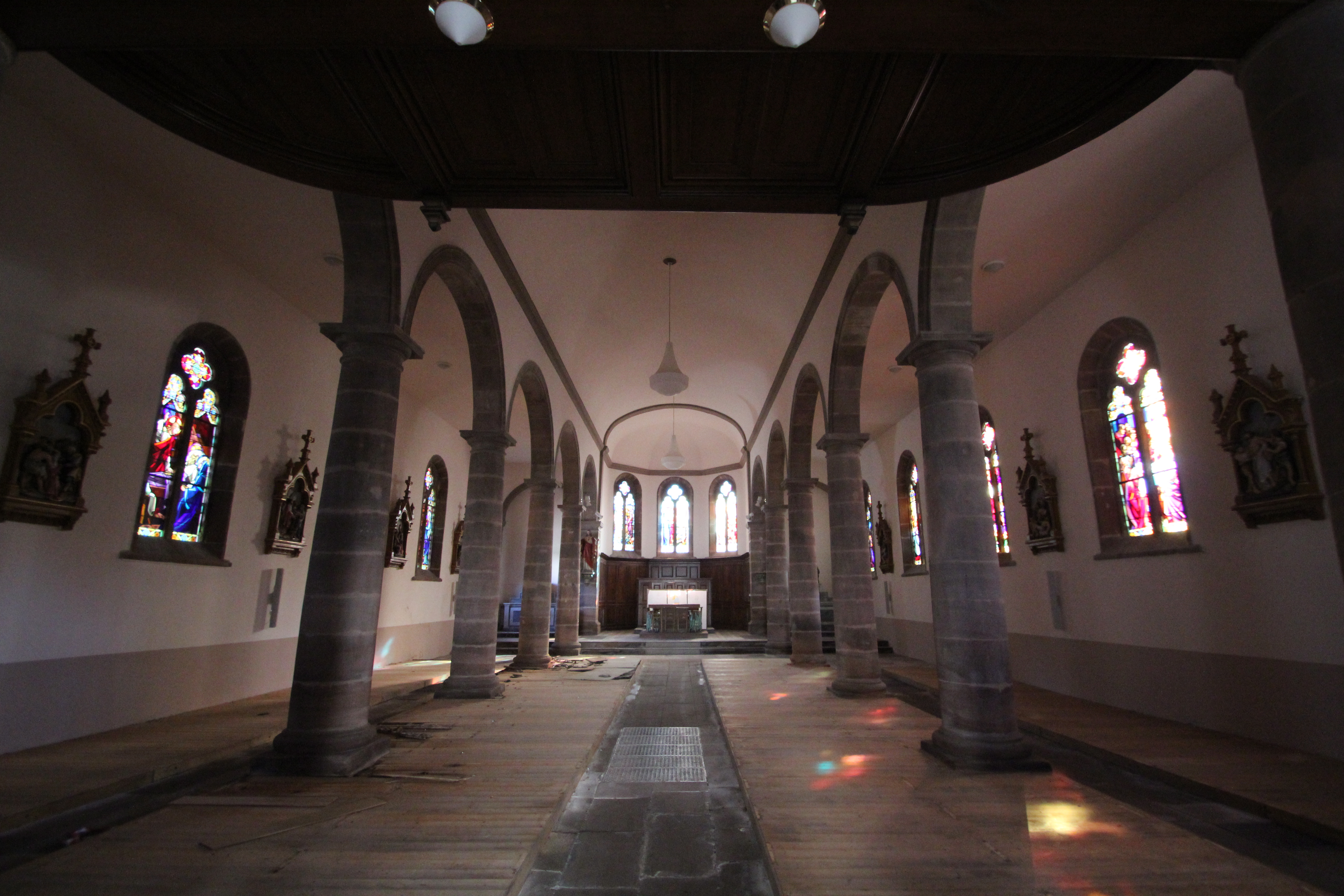
L'intérieur de l'église en 2014.
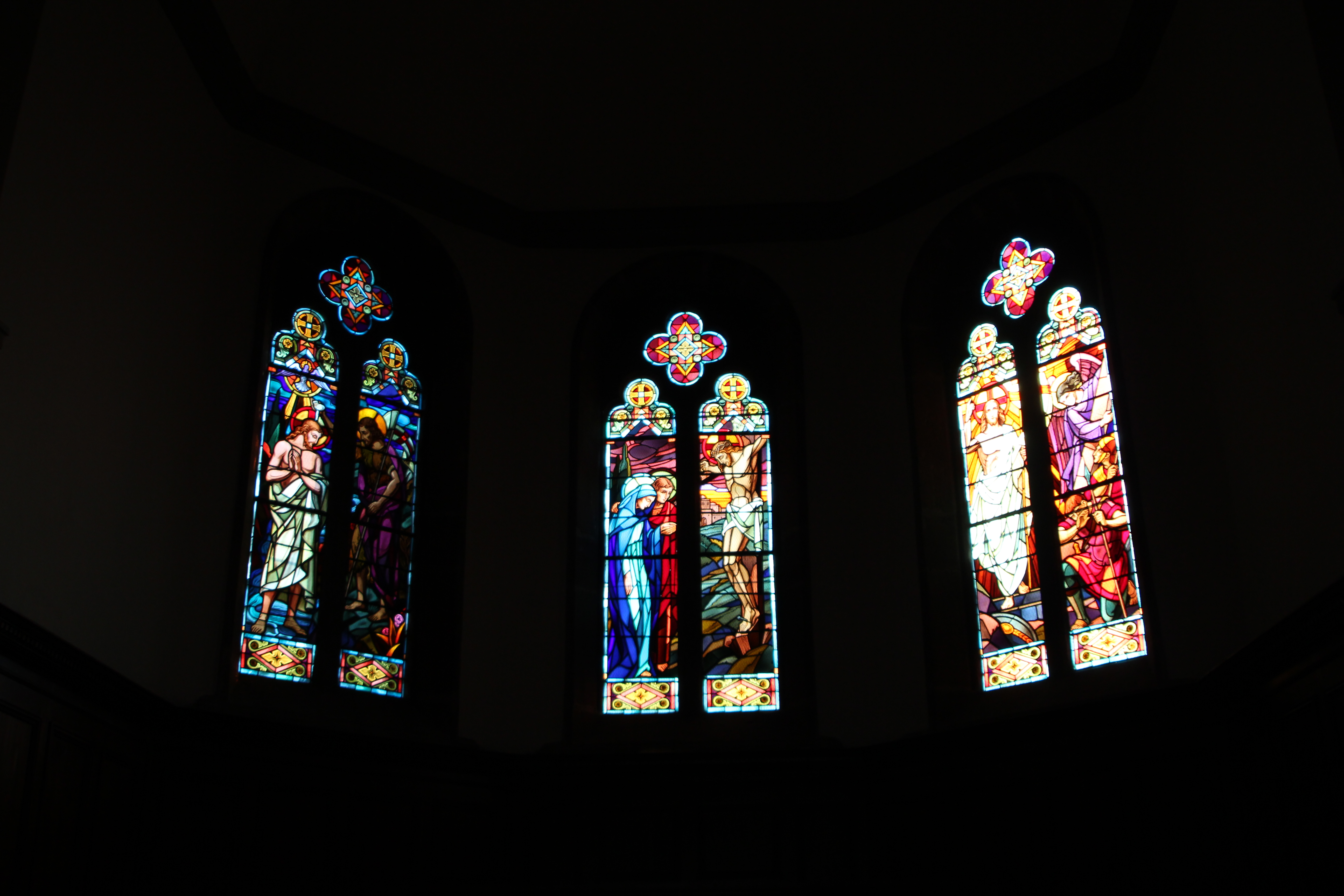
Les vitraux de l'église.
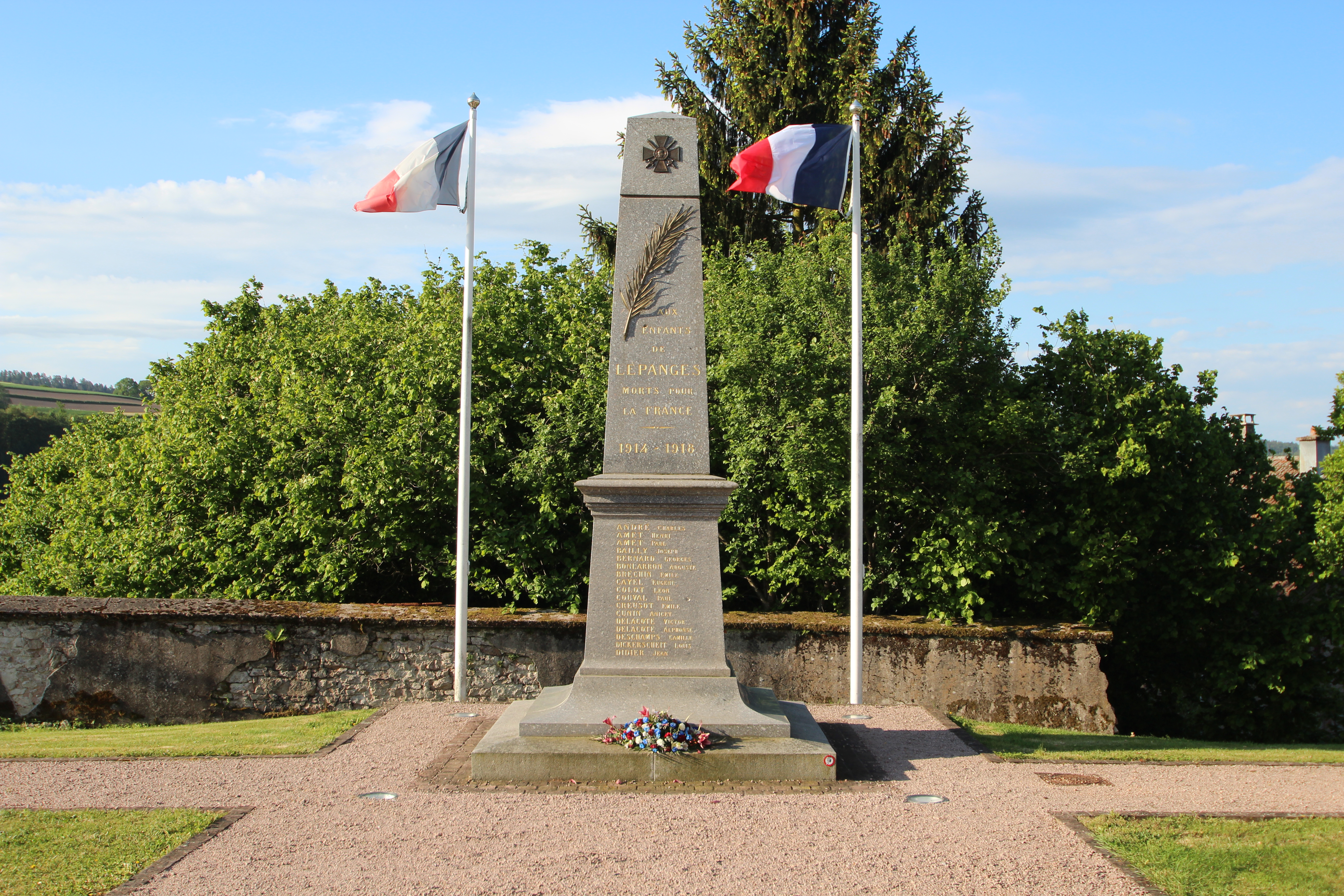
Le monument aux morts.

- Église dédiée à sainte Libaire[37].

Cloches de l'église.
Vitraux de l'église.
Orgue de l'église,.
Statue Notre-Dame dans l'église,.
Deux tableaux : Soldat gisant au pied du Christ en croix, Village en ruines.
Reliquaire de Sainte-Libaire.
- Arboretum.
- Roche de Palhieu[46].
- Féculerie hydraulique[47].
- Chemins de randonnées balisés et des circuits VTT permettant de se promener sur les hauteurs du villages. Il est également possible de pêcher dans la Vologne ou d'y voguer en canoë pour rejoindre la Moselle.
- Croix :

Croix de chemin, rue de la Croisette.
Croix de chemin, 45 rue de la Vologne.
Croix de chemin 72, rue de la Vologne.
Croix de mission.
Fontaine Publique.
- Monument aux Morts[53],[54],[55].

### Animations
- Marché aux puces organisé le deuxième dimanche de septembre.
- De nombreuses associations interviennent sur les territoires[56].

### Personnalités liées à la commune
- Lépanges-sur-Vologne s'est trouvée sous les feux de l'actualité lors de l'affaire Grégory dans les années 1980.
- Camille Cunin (1912-2004), résistant français, Compagnon de la Libération, né à Lépanges.
- Rachid Taha, auteur interprète algérien (1958-2018), a passé une partie de son enfance à Lépanges-sur-Vologne.
- Muriel Gremillet, journaliste et femme de communication, y est née en 1974.

### Héraldique
| Blason de Lépanges-sur-Vologne | Blason  | Une bordure; une navette de tisserand brochant en barre. |
| Blason de Lépanges-sur-Vologne | Détails | Le statut officiel du blason reste à déterminer.         |

## Pour approfondir